# Hans Dauser
Hans Dauser (31 de julho de 1908 - 20 de novembro de 2001) foi um oficial alemão que serviu durante a Segunda Guerra Mundial. Foi condecorado com a Cruz de Cavaleiro da Cruz de Ferro.

## Carreira

### Patentes
SS-Untersturmführer

### Condecorações
| Cruz de Ferro 2ª Classe            | 5 de dezembro de 1943 |
| Cruz de Ferro 1ª Classe            | 30 de janeiro de 1944 |
| Cruz de Cavaleiro da Cruz de Ferro | 4 de junho de 1944    |